# MI2
Pour les articles homonymes, voir Mi2.
Le MI2 (pour Military Inteligence section 2, en français section n°2 du renseignement militaire), était un département de la Direction du renseignement militaire, qui fait partie du Bureau de la Guerre britannique. Il fut à l’origine créé pour gérer l'information géographique. 
Le MI2a s’occupait des Amériques (à exclusion du Canada), de l’Espagne, du Portugal, de l’Italie, du Liberia, de Tanger, et des Balkans. 
Le MI2b s’occupait de l'Empire ottoman, du Trans-Caucase, de l'Arabie, du Sinaï, de l'Abyssinie, de l'Afrique du Nord à l'exclusion des possessions françaises et espagnoles, de l'Égypte et du Soudan.
Après la Première Guerre mondiale, son rôle fut modifié pour gérer le renseignement russe et scandinave. Ces fonctions furent reprises par le MI3 en 1941.